# Animal Crossing
Animal Crossing (jap. どうぶつの森 bzw. 動物の森 Dōbutsu no Mori, deutsch ‚Wald der Tiere‘) ist eine Videospielreihe von Nintendo, die 2001 mit dem gleichnamigen Spiel Animal Crossing startete. Das Spielprinzip der Simulationsspiele spielt sich in einer Fabelwelt ab und verläuft, mit Ausnahme der Spin-offs, in Echtzeit. In Deutschland erschienen Serienableger für den Nintendo GameCube, den Nintendo DS, die Wii, den Nintendo 3DS und die Nintendo Switch. Für Wii U und iOS/Android erschienen Ableger der Serie.
Besonders in Japan gehört Animal Crossing zu den populärsten Spielereihen. Der Ableger für die Nintendo Switch, Animal Crossing: New Horizons, ist mit weltweit über 45 Millionen verkauften Einheiten der bisher erfolgreichste Teil der Serie.
Erfinder der Spielreihe ist Katsuya Eguchi.

## Spielprinzip
In der Animal-Crossing-Reihe übernimmt der Spieler die Kontrolle über einen menschenähnlichen Avatar, der in ein von sprechenden Tieren bewohntes Dorf oder in eine Campinganlage zieht (siehe Animal Crossing: Pocket Camp). Er bekommt meist von Tom Nook ein kleines Haus gestellt. Um dieses abzuzahlen, müssen diverse Tätigkeiten verrichtet werden, die dazu dienen, die Bewohner der Stadt und einige Möglichkeiten des Gelderwerbes kennenzulernen. Ist das Haus abgezahlt, bietet Tom Nook dem Spieler mehrfach eine Vergrößerung des Hauses an, für die er jedes Mal mehr Geld verlangt. So lässt sich die eigene Wohnmöglichkeit auf mehrere Zimmer und Stockwerke vergrößern.
Um Geld für die Bezahlung der Haus-Erweiterungen zu erhalten, hat der Spieler verschiedene Möglichkeiten. Im Dorf befinden sich zahlreiche Bäume, an denen Früchte wachsen. Die Früchte lassen sich nach Schütteln der Bäume aufsammeln und verkaufen. Mithilfe einer Angel können im Fluss, im Meer oder in Seen Fische gefangen werden. Ebenso kann der Spieler mit einem Kescher Insekten einfangen, durch deren Verkauf er ebenfalls Geld erhält. Mittels einer Schaufel ist es zudem möglich, Fossilien auszugraben. Nach einer Analyse im Museum durch Eugen lassen sich diese ebenfalls verkaufen. Alternativ können alle Exemplare der Insekten, Fische und Fossilien dem Museum auch einmalig gespendet werden, um dessen Sammlung zu vervollständigen.
In der Ortschaft sind neben dem Spieler weitere Bewohner ansässig. Bei ihnen handelt es sich um sprechende Tiere, die in eigenen Häusern wohnen und mit dem Spieler interagieren können. Hin und wieder ziehen Tiere aus dem Dorf aus und werden durch neue Bewohner ersetzt. Die im Dorf lebenden Tiere nehmen nur selten Einfluss auf das Spielgeschehen. Allerdings verändern mehrere der Bewohner ihr Verhalten gegenüber dem Spieler und werden freundlicher, wenn dieser sie über eine gewisse Zeit regelmäßig anspricht. So kann man zum Beispiel die Vorgeschichte im Verhältnis verschiedener Charaktere erfahren oder man bekommt ein Foto von ihnen geschenkt.
Ein weiterer Aspekt des Spiels ist das eigene Haus, dessen Inneneinrichtung mithilfe zahlreicher Möbelstücke, Böden und Tapeten individuell gestaltet werden kann. Täglich wird die Inneneinrichtung von der sogenannten „Akademie des schönen Hauses“ bewertet, dessen Vorsitzender Fred ist. Erreicht der Spieler mit seiner Einrichtung bestimmte Punktegrenzen, bekommt er diverse Preise.

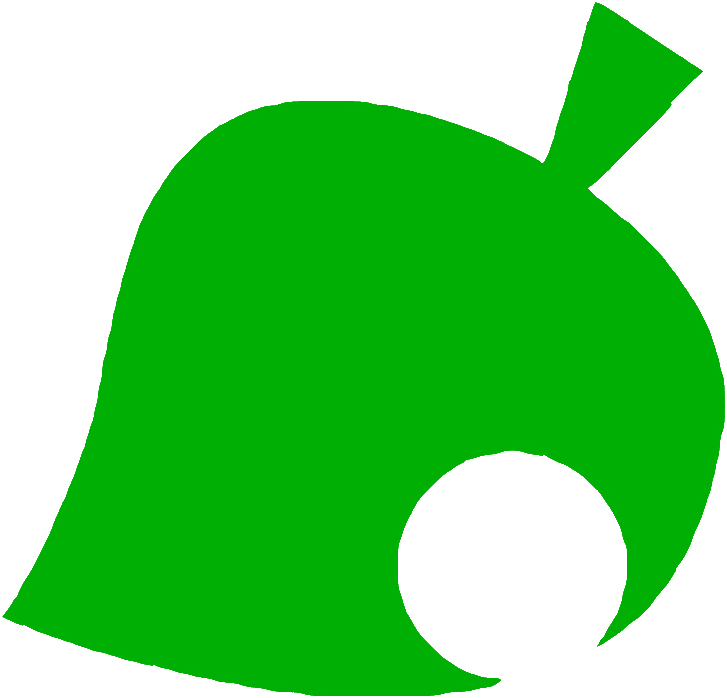
Das Animal-Crossing-Logo

Die Schneiderei des Dorfes wird von Tina und Sina geführt. In der Schneiderei kann der Spieler zahlreiche Kleidungsstücke kaufen und dadurch sein Aussehen anpassen. Zusätzlich besteht die Möglichkeit, Kleidungsstücke selbst zu gestalten und danach zu tragen.
Eine Besonderheit der Animal-Crossing-Reihe ist, dass es in Echtzeit abläuft. Das Spiel richtet sich nach der eingestellten Systemzeit der entsprechenden Konsole. Die Stunden, Tage und Jahre vergehen genau wie im richtigen Leben, 24 virtuelle Stunden entsprechen dabei 24 realen Stunden. Die Zeit, die man nicht spielt, also in Animal Crossing „abwesend“ ist, vergeht im Spiel trotzdem. Auch sind viele Dinge im Spiel tages-, monats- oder jahreszeitabhängig. So finden Feste nur an bestimmten Tagen statt oder lassen sich diverse Fisch- und Insektenarten nur in bestimmten Monaten beobachten und fangen.
Weiterhin verzichtet Animal Crossing auf klassische Spielelemente. So gibt es weder eine fortlaufende Handlung noch konkrete Missionen oder Aufgaben. Ein festes, erreichbares Spielende existiert ebenso wenig. Im Mittelpunkt des Spiels stehen somit das Sammelprinzip und die Interaktion mit den Nichtspielercharakteren.
Die virtuelle Spielwelt wird dabei sehr lebensecht präsentiert, indem man mit Umwelt und Tieren interagieren, verschiedenen Beschäftigungen nachgehen oder diverse im Spiel stattfindende Feste und Feiertage begehen kann. Außerdem gibt es verschiedene Witterungen: Es kann regnen, schneien, die Sonne scheinen, neblig sein oder gewittern.

## Spiele

### Animal Crossing
Animal Crossing (どうぶつの森, Dōbutsu no Mori) wurde in Japan am 14. April 2001 für Nintendo 64 veröffentlicht, schaffte aber nicht den Weg in den Westen. Am 14. Dezember 2001 erschien das Spiel als Dōbutsu no Mori+ (どうぶつの森+) für Nintendo GameCube. Hierbei handelt es sich um eine mit dem Originalspiel auf dem Nintendo 64 fast inhaltlich identische Version, die aber technisch vor allem durch den Einsatz diverser Grafikfilter aufgewertet wurde. Am 15. September 2002 erschien das Spiel in Nordamerika, am 24. September 2004 erfolgte die Veröffentlichung in Europa.

### Animal Crossing: Wild World
Animal Crossing: Wild World (おいでよ　どうぶつの森, Oideyo: Dōbutsu no Mori) wurde in Japan am 23. November 2005 für Nintendo DS veröffentlicht. Am 31. März 2006 wurde die europäische Fassung auf den Markt gebracht. Es bot als erstes Spiel der Reihe die Option, online zu spielen. Mit über 12 Millionen verkauften Exemplaren ist es eines der erfolgreichsten Spiele für diese Plattform.

### Animal Crossing: Let’s Go to the City
Animal Crossing: Let’s Go to the City (街へいこうよ　どうぶつの森, Machi e ikō yo: Dōbutsu no Mori) erschien am 20. November 2008 für Wii in Japan. Wenige Tage später wurde das Spiel am 5. Dezember 2008 in Europa veröffentlicht. Es ist das erste Spiel, das WiiSpeak unterstützt. Die Spielwelt wird in die gewohnte Ortschaft und eine Großstadt unterteilt, in der sich das Geschäftsleben abspielt.

### Animal Crossing: New Leaf
Animal Crossing: New Leaf (とびだせ どうぶつの森, Tobidase: Dōbutsu no Mori) erschien am 8. November 2012 in Japan und am 14. Juni 2013 in Europa für die Systeme der Nintendo-3DS-Familie. Erstmals kann der Spieler die Rolle des Bürgermeisters annehmen und dadurch intensiver an der Gestaltung der Ortschaft mitwirken. Mit über 9 Millionen verkauften Exemplaren zählt es zu den erfolgreichsten Spielen für Nintendo 3DS. Die kostenlose Erweiterung Animal Crossing: New Leaf – Welcome Amiibo erschien im November 2016 als Download und wenig später auch im Einzelhandel.

### Animal Crossing: Happy Home Designer
Animal Crossing: Happy Home Designer (どうぶつの森：ハッピーホームデザイナー, Dōbutsu no Mori: Happī Hōmu Dezainā) ist das erste Spin-off der Reihe, das am 30. Juli 2015 in Japan und am 2. Oktober 2015 in Europa für die Systeme der Nintendo 3DS-Familie veröffentlicht wurde. Es ist das erste Nintendo-Spiel, das Amiibo-Karten unterstützt. Es unterscheidet sich von den vorherigen Spielen, da der Schwerpunkt in Happy Home Designer auf dem Gestalten der Häuser für NPCs liegt.

### Animal Crossing: Amiibo Festival
Animal Crossing: Amiibo Festival (どうぶつの森amiiboフェスティバル, Dōbutsu no Mori: amiibo Fesutibaru) erschien am 20. November 2015 in Europa und einen Tag später in Japan. Das Spiel ist ein Spin-off der Reihe für Wii U und basiert auf der Verwendung von Amiibo-Figuren.

### Animal Crossing: Pocket Camp
Animal Crossing: Pocket Camp ist ein Mobile-Spiel für Android und iOS. Es wurde am 25. Oktober 2017 in Australien und weltweit am 21. November desselben Jahres veröffentlicht. Der Spieler verwaltet darin einen Campingplatz.

### Animal Crossing: New Horizons
Animal Crossing: New Horizons ist der fünfte Teil der Serie und erschien am 20. März 2020 exklusiv für Nintendo Switch. Im fünften Teil wird der Spieler zum Inselsprecher ernannt und muss die Insel neben Tom Nook verwalten. Am 5. November 2021 wurde das erste kostenpflichtige DLC zu dem Hauptspiel Animal Crossing: New Horizons veröffentlicht. Animal Crossing: Happy Home Paradise ist dem Hauptspiel thematisch angepasst und ähnelt in der Spielweise Animal Crossing: Happy Home Designer.

### Anwendungen
Neben den Spielen wurden zahlreiche weitere Anwendungen als Download veröffentlicht.
- Die Animal-Crossing-Lobby erschien am 7. August 2013 kostenlos für den Nintendo eShop der Wii U und wurde am 31. Dezember 2014 eingestellt. In der Lobby konnten zahlreiche Bewohner getroffen und mit anderen Spielern über das Nintendo Network interagiert werden.
- Der Animal-Crossing-Rechner erschien im Nintendo DSi Shop des Nintendo DSi.
- Die Animal-Crossing-Uhr erschien ebenfalls im Nintendo DSi Shop.
- Photos with Animal Crossing ist eine Foto-Anwendung für den Nintendo 3DS, über die der Spieler mithilfe von AR-Karten Fotos mit ausgewählten Animal-Crossing-Charakteren aufnehmen kann.

## Charaktere
Das Dorf des Spielers wird von verschiedenen tierischen Charakteren bewohnt. Er kann sich mit ihnen unterhalten, ihnen Briefe und Pakete schicken oder Aufgaben für sie übernehmen. Gelegentlich ziehen Nachbarn aus dem Dorf aus oder neue hinzu. Die Anzahl der tierischen Bewohner ist auf acht bzw. seit New Leaf auf zehn begrenzt. Die Tiere verkörpern verschiedene Persönlichkeiten und reagieren dementsprechend auf Aussagen des Spielers. Seit Wild World führen die Tiere auch Dialoge untereinander, die der Spieler mitverfolgen kann, richten ihr Haus neu ein oder reagieren merklich freundlicher und persönlicher auf den Spieler, wenn dieser sich aus- oder unzureichend mit den Tieren beschäftigt. Neben den regulären Bewohnern spielen andere Charaktere eine bestimmte Rolle in der Stadt. Abhängig von ihrer Tätigkeit können sie ständig oder nur selten angetroffen werden, manche lediglich an bestimmten Tagen im Jahr.
- Tom Nook ist ein Tanuki und Inhaber der Immobilienfirma ImmoNook. Bis Let's go to the City besaß er einen eigenen Laden im Dorf. Nachdem der Spieler mit dem Kauf von Gegenständen einen bestimmten Gesamtpreis überschritt, schloss der Laden für einen Tag und eröffnete am darauffolgenden Tag in größerer Form mit einem größeren Angebot wieder. Seit New Leaf kümmern sich seine Neffen Schlepp und Nepp um den Laden. In New Horizons ist Tom Nook von ImmoNook zu Nook Inc. gewechselt, die sich unter anderem um die Flüge kümmert und für das Inselleben sorgt.

- Die Igelschwestern Tina und Sina sind Inhaberinnen der Schneiderei der Stadt. Dort kann der Spieler Oberteile, Hosen, Röcke, Kleider, Regenschirme, Accessoires kaufen. Seit Wild World ist es möglich, Kleidungsstücke gestalten und selbst erstellten Designs als QR-Code zu speichern. Diese können wiederum bei Tina und Sina an der Nähmaschine eingelesen werden, zudem werden die beiden von ihrer Schwester Samthea unterstützt, die sich speziell um den Verkauf von Kopfbedeckungen und Accessoires kümmert. In New Horizons legt Samthea ihren Künstlernamen ab und möchte wieder Minna genannt werden. Statt Tina und Sina in der Schneiderei zu helfen, hat Minna ihr eigenes Modelabel gegründet und schaut ab und zu bei der Insel vorbei.

- Die zwei Eulen Eugen und Eufemia sind für das Museum des Dorfes zuständig. Eugen betreut seit jeher die Sammlung von Insekten, Fischen, Meerestieren, Dinosaurierskeletten und Kunstwerken. Seit Wild World wird er von seiner Schwester Eufemia unterstützt, die das Observatorium betreibt, in New Leaf ist sie für den Museumsladen zuständig. In New Horizons arbeitet Eufemia nicht mehr im Museum, sondern kommt ab und zu die Insel besuchen, um nachts die Sterne zu beobachten.

- Der Hund K.K. (engl. K.K Slider) ist Musiker und DJ. Er tritt bis Let's go to the City im Café Taubenschlag auf, seit New Leaf hingegen im Club Kalauer. In New Horizons bekommt man K.K. gleich zu Gesicht: Er beendet das Tutorial und erklärt die Echtzeit. Ab einem bestimmten Zeitpunkt ist der Musiker jeden Samstag auf der Insel und hält um 18:00 Uhr ein Konzert. An Geburtstagen spielt er sogar ein Lied. Die Abkürzung K.K. basiert auf dem Namen des japanischen Videospielkomponisten[4] Totaka Kazumi, welcher als musikalischer Künstler häufig in seinem Umfeld mit Totaka K. abgekürzt wurde. Aus dieser Bezeichnung kristallisierte sich dann sukzessiv die Bezeichnung Tota K.K. heraus.

- Die beiden Pelikanschwestern Pelly und Peggy arbeiten im Postamt. Während Pelly tagsüber anzutreffen ist, arbeitet Peggy nachts. Im Postamt kann der Spieler Briefe an andere Nichtspielercharaktere oder sein zukünftiges Ich verschicken. In New Horizons sind die beiden Pelikane nicht mehr aufzufinden. Das Postamt liegt inzwischen im Flughafen-Gate und wird von Bodo (Dodo) geleitet.

- Peter ist der Briefträger in Animal Crossing New Leaf. Man kann Peter auch in Wild World antreffen, wenn man ihn zu einer bestimmten Uhrzeit mit der Schleuder abschießt. Er ist ein Pelikan (weiß) und trägt eine grüne Uniform. Auch Peter ist in New Horizons nicht mehr Teil des Spiels. Das Briefkasten-System wurde automatisiert.

- Die Schildkröte Törtel ist bis Let's go to the City der Bürgermeister des Dorfes. In New Leaf wird diese Funktion vom Spieler selber übernommen, während Törtel eine kleine Insel betreibt, auf die der Spieler reisen kann. In New Horizons  kann Törtel auf Harveys Insel ein Geschäft aufmachen, in dem er dem Spieler Sachen aus dem Lager holt.

- Fred ist ein Otter und ist in Wild World Versicherungsvertreter. Seit Let's go to the City ist er für die Akademie des schönen Hauses (AdsH) tätig und bewertet als deren Vorsitzender die Inneneinrichtung der Häuser des Spielers. Wie auch das Briefkasten-System, wurde die Akademie des schönen Hauses in New Horizons automatisiert, Fred existiert nicht mehr.

- Die Hündin Melinda ist in New Leaf die Sekretärin des Bürgermeisters. Sie hat einen Bruder Moritz, der für das Musterdorf der Akademie des schönen Hauses zuständig ist. Dieselbe Rolle übernimmt Melinda in New Horizons. Die Tätigkeiten des Bürgermeisters übernehmen hier allerdings der Spieler und Tom Nook.

- Gulliver ist eine blau gekleidete Möwe, welche in New Horizons regelmäßig ohnmächtig an den Strand gespült wird und ein eigenes Schiff mit Mannschaft besitzt. Der Spieler hat die Aufgabe, Gulliver zu wecken und die Fragmente eines Kommunikators wiederzufinden, mit welchem Gulliver darauf die Mannschaft ruft. Die Fragmente sind entweder im Sandstrand vergraben oder schwimmen im Meer rund um die Insel. Gulliver hat einen Piraten namens Gullivarrr als Doppelgänger, welcher im Gegensatz zu ihm ein rotes Piratenkleid trägt. Als Belohnung erhält der Spieler besondere Items, die er am nächsten Spieltag in seinem Briefkasten vorfindet. In New Leaf muss der Spieler mit Hinweisen von Gulliver erraten, in welches Land dieser reisen will. Wenn der Spieler die richtige Antwort nennt, erhält er ein ländertypisches Souvenir. Während Gulliver in New Horizons und New Leaf ein Seemann ist, ist er in Let's go to the city und Wild World ein Astronaut. Der Name dieses Charakters hat seinen Ursprung im Werk Gullivers Reisen von Jonathan Swift und in der englischen Bezeichnung für „Möwe“: gull.

- Das Kamel Aziza gestaltet in New Leaf auf Wunsch des Spielers das eigene Haus um, wodurch dieser exklusive Böden und Tapeten erhalten kann. In New Horizons verkauft Aziza Teppiche, exklusive Böden und Tapeten.

- Reiner der Kitsune betreibt in allen Spielen der Reihe einen Schwarzmarkt, in dem der Spieler Kunstwerke kaufen kann, um sie später dem Museum zu spenden. Zahlreiche der ausgestellten Werke sind jedoch Fälschungen, die das Museum nicht annimmt. In New Horizons übernimmt Reiner eine zusätzliche Aufgabe: Jeden Sonntag im August, wenn es Zeit für das Feuerwerk ist, veranstaltet der Fuchs eine Tombola.

- Smeralda, ein Panther, ist Wahrsagerin und kann dem Spieler die Zukunft vorhersehen. Im fünften Teil der Serie wird die Rolle der Wahrsagerin von Serenada übernommen. Seit Update 2.0 kann sie auf Harveys Insel ein Geschäft aufmachen.

- Harry und Wuff bewachten in Wild World und Let's go to the City das Stadttor, über das der Spieler online spielen konnte. In New Leaf wird diese Funktion vom Affen Flip übernommen, während die beiden Hunde nun für das Fundbüro arbeiten. Harry und Wuff, als auch Flip spielen in New Horizons keine Rolle mehr.

- Resetti ist ein Maulwurf, der die Spieler dazu bringen soll zu speichern. Speichert man nicht, hält er dem Spieler einen ungewöhnlich langen und sehr direkten Vortrag über falsche Speichervorgänge. In New Horizons tritt Resetti als Charakter im Spiel nicht mehr auf. Jedoch ist die im Nookphone enthaltene Rettungsfunktion für Spieler, die in der Spielwelt festhängen, an ihn angelehnt. So ist das App-Symbol ein mit Maulwurf-Tasthaaren versehener Hubschrauber. Wählt man die App, erscheint ein Dialog, der stark an die belehrenden Vorträge von Resetti aus älteren Teilen der Serie erinnert.

- Sigrid ist eine alte Wildschweindame, welche einem in New Leaf sonntags zwischen 6 und 12 Uhr Rüben verkauft. Zu diesen Zeiten ist sie in der Stadt anzutreffen. Sie wurde in New Horizons durch Jorna, ihre Enkelin, ersetzt, taucht aber einmal wöchentlich im Krankenhaus des Add-ons Happy Home Paradise auf.

- Harvey ist ein Hippie-Hund, der auf seiner eigenen Insel wohnt und dort ein eigenes Fotostudio besitzt. In diesem kann der Spieler sich so einrichten, wie er will, da er dort jedes Möbelstück bzw. Kleidungsstück unendlichmal platzieren kann. Seit Update 2.0 wurde Harveys Insel vergrößert und dort können nun, nach einem Kredit von jeweils 100.000 Sternis, neben Gerd, Schubert, Azziza und Reiner, die auch schon vorher in unregelmäßigen Abstand deine Insel besucht haben, auch Serenada oder Törtel ein Geschäft aufmachen.

## Rezeption
| Spiel                                 | Metacritic | Verkaufte Einheiten |
| ------------------------------------- | ---------- | ------------------- |
| Animal Crossing                       | 87/100     | 2,71 Mio.           |
| Animal Crossing: Wild World           | 86/100     | 11,75 Mio.          |
| Animal Crossing: Let’s Go to the City | 73/100     | 3,38 Mio.           |
| Animal Crossing: New Leaf             | 88/100     | 13,04 Mio.          |
| Animal Crossing: Happy Home Designer  | 66/100     | 3,04 Mio.           |
| Animal Crossing: Amiibo Festival      | 46/100     | 0,09 Mio.           |
| Animal Crossing: Pocket Camp          | 72/100     | –                   |
| Animal Crossing: New Horizons         | 90/100     | 42,79 Mio.          |

Die Haupteinträge der Spielreihe (Animal Crossing, Wild World, Let’s go to the City, New Leaf, New Horizons) erhielten „allgemein positive Kritiken“ bis hin zu „umfassendem Kritikerlob“ seitens der Computerspielpresse. Metacritic aggregierte Gesamtwertungen zwischen 73 und 90 von 100 Punkten. Gleichzeitig schnitten die verschiedenen Spin-offs (Happy Home Designer, Amiibo Festival, Pocket Camp) „durchschnittlich“ bis „ungünstig“ ab und erhielten aggregierte Wertungen zwischen 46 und 72 von 100.
Insgesamt wurden weltweit mehr als 76,71 Millionen Exemplare der Spielreihe verkauft, mehr als die Hälfte davon macht New Horizons mit 42,79 Millionen Exemplaren aus, was damit gleichzeitig das zweitmeistverkaufte Spiel für Nintendo Switch ist. Der grundsätzlich kostenlos spielbare Smartphone-Ableger Pocket Camp brachte bis einschließlich April 2020 mehr als 150 Millionen US-Dollar Umsatz durch optionale Abonnements und Mikrotransaktionen ein.
Satoru Iwata, der ehemalige Präsident von Nintendo merkte an, dass 56 Prozent der Vorbestellungen von Animal Crossing: New Leaf von Spielerinnen stammten. Viele von ihnen kauften sich speziell für dieses Spiel einen Nintendo 3DS. Besonders beliebt sei Animal Crossing bei Frauen zwischen 19 und 24 Jahren.
Während der COVID-19-Pandemie nutzten Aktivisten in Hongkong Animal Crossing: New Horizons als Plattform für Proteste. Als Reaktion darauf wurde das Spiel, obwohl in Festlandchina nie offiziell veröffentlicht, aus Online-Shops wie Taobao entfernt. Importierte Kopien sind weiterhin erhältlich.
Figuren und Orte aus Spielen der Animal-Crossing-Reihe tauchen in Nintendos Kampfspielreihe Super Smash Bros. und Rennspielen Mario Kart 8 und Mario Kart 8 Deluxe sowie in Capcoms Monster Hunter 4 Ultimate auf. Wii Music enthält zwei Songs aus Animal Crossing.

## Merchandising
Insbesondere in Japan erschienen zahlreiche Merchandise-Artikel zu Animal Crossing. Dazu zählen z. B. Plüsch- und PVC-Figuren, Schlüsselanhänger und Taschen.

### Amiibo
Mit der Veröffentlichung von Animal Crossing: Happy Home Designer erschien eine erste Serie von Amiibo-Karten, die 100 Stück umfasst. Auf jeder Karte ist ein Bewohner der Animal-Crossing-Reihe zu sehen. Die Karten können auch in Animal Crossing: Amiibo Festival verwendet werden. Bisher sind vier Reihen der Karten mit insgesamt 400 Karten erschienen.
Zum Release von Animal Crossing: Amiibo Festival veröffentlichte Nintendo im November 2015 acht Amiibo-Figuren. Im Januar und März 2016 folgten jeweils vier weitere Figuren.

### Kinofilm
In Japan lief am 16. Dezember 2006 der Anime-Kinofilm Gekijōban Dōbutsu no Mori (劇場版 どうぶつの森) in den Kinos an, der eine Geschichte aus dem Animal-Crossing-Dorf mit Yui Horie als Synchronsprecherin der Protagonistin Ai erzählt.
Lieder:
- Abspann: Mori e ikou (森へ行こう), gesungen von Taeko Ōnuki (大貫妙子)
- Keke Bossa (けけボッサ), in der Filmhandlung von Totakeke gesungen

Besetzung:
| Figur                          | Synchronsprecher            |
| ------------------------------ | --------------------------- |
| Ai (あい)                      | Yui Horie (堀江由衣)        |
| Būke (ブーケ)                  | Misato Fukuen (福圓美里)    |
| Sarī (サリー)                  | Fumiko Orikasa (折笠富美子) |
| Yū (ゆう)                      | Yū Kobayashi (小林ゆう)     |
| Kotobuki (コトブキ)            | Ken'ichi Ogata (緒方賢一)   |
| Tanukichi (たぬきち)           | Naoki Tatsuta (龍田直樹)    |
| Masutā (マスター)              | Takaya Hashi (土師孝也)     |
| Rakosuke (ラコスケ)            | Takashi Miike (三池崇)      |
| Besondere Auftritte (特別出演) |                             |
| Risetto-san (リセットさん)     | Yūichi Kimura (木村祐一)    |
| Totakeke (とたけけ)            | Shun Oguri (小栗旬)         |
| Periko (ぺりこ)                | Otoha (乙葉)                |
| Aruberuto (アルベルト)         | Takatoshi Kaneko (金子貴俊) |

### Manga
In Japan erscheint seit 2020 die Mangaserie Atsumare Dōbutsu no Mori ~Mujintō Diary~ (あつまれ どうぶつの森 〜無人島Diary〜) zur Spielereihe. Sie wird gezeichnet von Coconas ☆ Runba. Eine deutsche Übersetzung der bisher neun Bände umfassenden Serie wird seit Dezember 2022 von Tokyopop unter dem Titel Animal Crossing: New Horizons – Turbulente Inseltage herausgegeben. Bisher sind neun Bände mit deutscher Übersetzung erscheinen (Stand: Mai 2025).
Seit 2021 erscheint in Japan Atsumare Dōbutsu no Mori: Nonbiri Shima dayori (あつまれ どうぶつの森 〜無人島Diary〜), gezeichnet von Minori Katou. 2022 erschien der zweite und letzte Band. Im Mai und August 2024 erschien dieser Manga auf Deutsch unter dem Titel Animal Crossing: New Horizons – Unbeschwertes Inselleben, ebenfalls bei Tokyopop.

## Belege
1. ↑  Top Selling Title Sales Units. In: Nintendo. 30. Juni 2024, abgerufen am 16. September 2024 (englisch).
2. ↑  Animal Crossing creator open to the idea of AC-themed mobile apps. In: engadget.com. 27. März 2014, abgerufen am 22. Januar 2016.
3. ↑  Sebastian Zeitz: Animal Crossing Happy Home Paradise jetzt erhältlich: Preis und mehr zum DLC. In: GamePro. 4. November 2021, abgerufen am 11. November 2021.
4. ↑  https://animalcrossingwiki.de/charaktere/kk-slider
5. ↑  Animal Crossing for GameCube Reviews. In: Metacritic. Abgerufen am 30. August 2023 (englisch).
6. ↑  Animal Crossing: Wild World for DS Reviews. In: Metacritic. Abgerufen am 30. August 2023 (englisch).
7. ↑  IR Information: Sales Data – Top Selling Title Sales Units – Nintendo DS Software. Nintendo, abgerufen am 30. August 2023 (englisch, Stand: 31. März 2023).
8. 1 2  Animal Crossing: City Folk for Wii Reviews. In: Metacritic. Abgerufen am 30. August 2023 (englisch).
9. ↑  Nintendo (Hrsg.): Financial Results Briefing for the Fiscal Year Ended March 2009: Supplementary Information. 8. Mai 2009, S. 6 (englisch, nintendo.co.jp [PDF; abgerufen am 31. August 2023]).
10. ↑  Animal Crossing: New Leaf for 3DS Reviews. In: Metacritic. Abgerufen am 30. August 2023 (englisch).
11. ↑  IR Information: Sales Data – Top Selling Title Sales Units – Nintendo 3DS Software. Nintendo, abgerufen am 30. August 2023 (englisch, Stand: 31. März 2023).
12. ↑  Animal Crossing: Happy Home Designer for 3DS Reviews. In: Metacritic. Abgerufen am 30. August 2023 (englisch).
13. ↑  Nintendo (Hrsg.): Earnings Release for Fiscal Year Ended March 2016 –  Supplementary Information. S. 4 (englisch, nintendo.co.jp [PDF; abgerufen am 31. August 2023]).
14. 1 2  Animal Crossing: Amiibo Festival for Wii U Reviews. In: Metacritic. Abgerufen am 30. August 2023 (englisch).
15. ↑  Game Search. In: Game Data Library. Famitsu, abgerufen am 31. August 2023 (englisch).
16. 1 2  Animal Crossing: Pocket Camp for iOS Reviews. In: Metacritic. Abgerufen am 30. August 2023 (englisch).
17. 1 2  Animal Crossing: New Horizons for Switch Reviews. In: Metacritic. Abgerufen am 30. August 2023 (englisch).
18. 1 2  IR Information: Sales Data – Top Selling Title Sales Units. Nintendo, abgerufen am 30. August 2023 (englisch, Stand: 30. Juni 2023).
19. ↑  Craig Chapple: New Horizons Drives Animal Crossing: Pocket Camp's Best Month Ever as Title Surpasses $150 Million Lifetime Revenue. In: Sensor Tower. Mai 2020, abgerufen am 30. August 2023 (englisch).
20. ↑  A Lot Of Women Bought A 3DS For Animal Crossing: New Leaf In Japan. In: Siliconera. 10. Februar 2013, abgerufen am 17. September 2018 (englisch).
21. ↑  Satoru Iwata On Animal Crossing Sales, 56% Of Players Are Female. In: Siliconera. 8. Januar 2013, abgerufen am 17. September 2018 (englisch).
22. ↑  Chelsea Stark: More Women Game Developers Means More Success, 'Animal Crossing' Director Says. In: Mashable. 2. April 2014, abgerufen am 17. September 2018 (englisch).
23. ↑  Pei Li: Nintendo game pulled from Chinese platforms after Hong Kong protest. In: Reuters. 10. April 2020, abgerufen am 10. April 2020 (englisch).
24. ↑  Helen Davidson: Animal Crossing game removed from sale in China over Hong Kong democracy messages. In: The Guardian. 14. April 2020, abgerufen am 24. Juli 2021 (englisch).
25. ↑  Figuren-Aufgebot. Nintendo.de, abgerufen am 15. Juni 2015.
26. ↑  『劇場版どうぶつの森』. In: vap.co.jp. Archiviert vom Original (nicht mehr online verfügbar) am 1. Februar 2014; abgerufen am 22. Januar 2016.
27. ↑  The Incomplete Manga-Guide - Manga: Animal Crossing: New Horizons – Turbulente Inseltage. Abgerufen am 3. Januar 2023.
28. ↑  The Incomplete Manga-Guide - Manga: Animal Crossing: New Horizons – Unbeschwertes Inselleben. Abgerufen am 13. Juni 2024.